# Sarima novaehollandiae
Sarima novaehollandiae är en insektsart som beskrevs av Jacobi 1928. Sarima novaehollandiae ingår i släktet Sarima och familjen sköldstritar. Inga underarter finns listade i Catalogue of Life.